# Cuadrilla (danza)

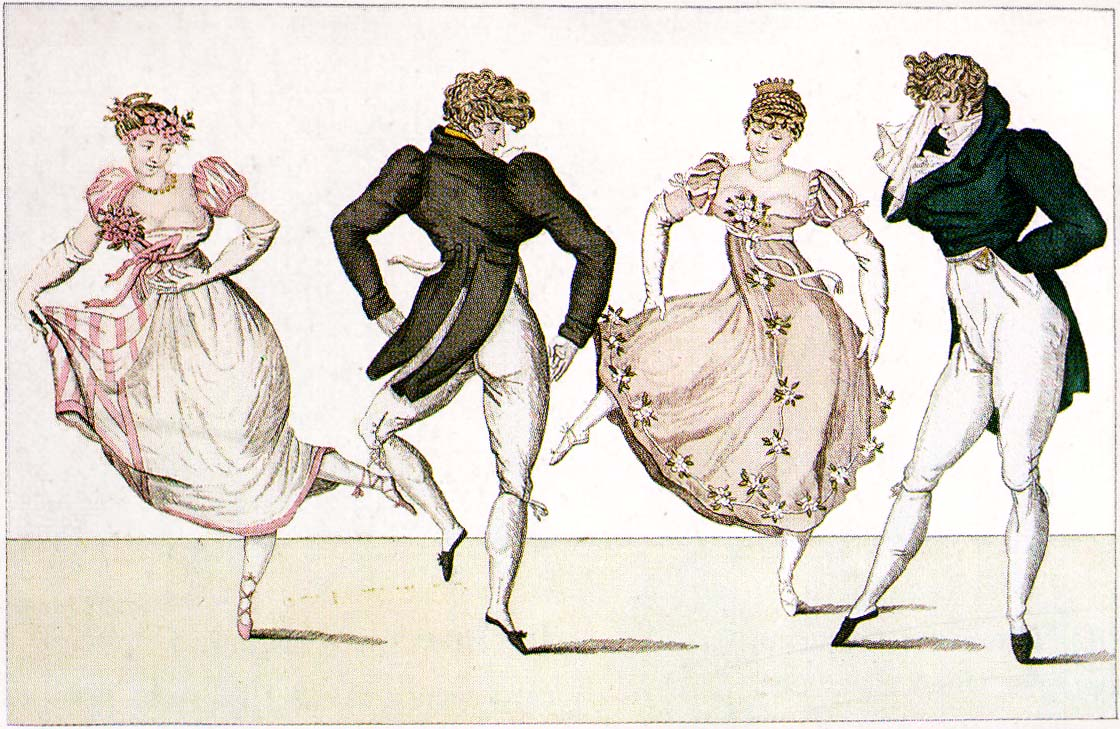
Paso de La Trénis", Le Bon Genre (1805).

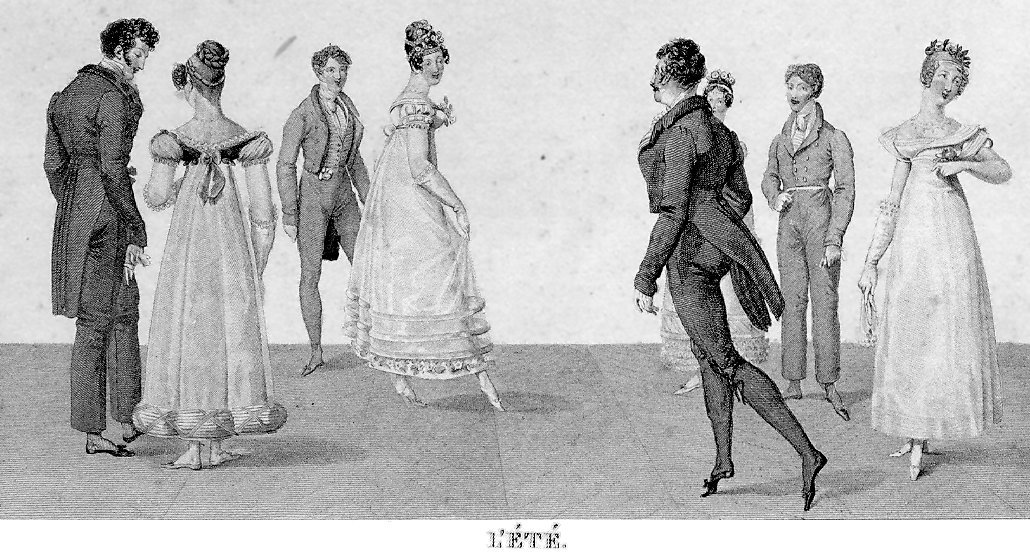
Paso de L'été (ca. 1820).

La cuadrilla (del francés quadrille) es un tipo de danza de salón, heredera de la antigua contradanza francesa del siglo XVIII, que estuvo de moda desde principios del siglo XIX hasta la Primera Guerra Mundial. Se realiza por cuatro bailarines en parejas en una formación en forma de cuadrado. Es un precursor de la Square dance tradicional. También es un estilo de música.
- Datos: Q394084
- Multimedia: Quadrille / Q394084